# Yoo Young-chul
Yoo Young-chul (nascido a 18 de abril de 1970) é um assassino em série sul-coreano e um canibal assumido. Apesar de ter admitido matar 21 pessoas, a maior parte prostitutas e idosos ricos, o tribunal de Seul condenou-o por 20 assassinatos (um dos assassinatos foi excluído por uma questão técnica). Yoo queimou três e mutilou pelo menos 11 das vítimas, admitindo que comeu os fígados de algumas delas. Cometeu os seus crimes entre setembro de 2003 e julho de 2004, até ser preso. Yoo explicou os seus motivos perante uma câmara de televisão dizendo: "As mulheres não devem ser vagabundas, e os ricos devem saber o que fizeram". Foi sentenciado à morte a 19 de junho de 2005, pelo Supremo Tribunal.
O seu caso, que chocou os sul-coreanos, acendeu o debate sobre a pena de morte na Coreia do Sul. Apesar da pena de morte ser ainda permitida por lei, não era levada a cabo desde 1997. Pensa-se que a pena de morte pode ser abolida após a prisão de Yoo, mas o apoio à mesma tem aumentado desde então.
O tribunal de Seul disse: "Assassinatos de pelo menos 20 pessoas são raros na nossa nação e são crimes muito sérios. A pena de morte é inevitável para Yoo à luz da imensa dor infligida nas famílias afetadas e em toda a sociedade".

## Lista de eventos e crimes antigos
- 1988: Roubo
- 1991: Roubo (condenado a 10 meses de prisão)
- 23 de Junho de 1993: Casou com a namorada
- 1993: Roubo (condenado a 8 meses de prisão)
- 26 de Outubro de 1994: Nasceu o seu filho
- 1995: Vende pornografia ilegal (condenado a pagar 3 milhões de Won sul-coreano)
- 1998: Roubo, fraude e roubo de identidade (condenado a 2 anos de prisão)
- 2000: Pedofilia (condenado a 3 anos e 6 meses de prisão)
- 27 de Outubro de 2000: Divorcia-se da mulher
- 11 de Setembro de 2003: É libertado da prisão

## Onda de mortes
1. 24 de setembro de 2003 (vítimas com 72 e 67 anos), Gangnam-gu, Seul: Esfaqueou a primeira vítima no pescoço e bateu-lhe na cabeça com um martelo (4 kg), e matou a segunda vítima (mulher da primeira vítima) com o martelo;
2. 9 de outubro de 2003 (vítimas com 85, 60 e 35 anos), Jongno-gu, Seul: Matou três pessoas com o seu martelo;
3. 16 de outubro de 2003 (vítima com 60 anos), Gagnam-gu, Seul: Bate na cabeça da vítima com o martelo. Mais tarde, o corpo foi encontrado pelo filho da vítima às 13:00 horas mas morreu as 14:00 horas;
4. 18 de novembro de 2003 (vítimas com 53 e 87 anos), Jongno-gu, Seul: Matou três pessoas com o seu martelo, magoou-se quando tentou abrir o cofre e queimou a casa para acabar com as provas;
5. 11 de dezembro de 2003, Yoo conheceu uma nova namorada (prostituta) mas esta descobriu a lista de crimes de Yoo e disse que não o queria ver mais. Decidiu começar a matar prostitutas como vingança;
6. 16 de março de 2004 (vítima com 23 anos), Mapo-gu, Seul: Mata uma prostituta estragulando-a, mutilando o seu corpo e deita fora o seu corpo numa linha de comboio, perto da universidade de Sogang;
7. Abril ou maio de 2004 (vítima desconhecida), Mapo-gu, Seul: Atraiu uma prostituta até ao seu apartamento, bateu-lhe com um martelo até ficar inconsciente, decapitou-a na casa de banho, esmagou a cabeça, mutilou o seu corpo e livrou-se do mesmo numa zona em construção perto de Bongwon Temple, em Seodaemun-gu;
8. Maio de 2004 (vítima com 25 anos), Mapo-gu, Seul: Mesmo procedimento que o ponto 7;
9. 1 de junho de 2004 (vítima com 35 anos), Mapo-gu, Seul: Mesmo procedimento que no ponto 7;
10. Início de junho de 2004 (vítima desconhecida), Mapo-gu, Seul: Mesmo procedimento que o ponto 7;
11. 9 de junho de 2004 (vítima com 26 anos), Mapo-gu, Seul: Mesmo procedimento que o ponto 7;
12. 18 de junho de 2004 (vítima com 27 anos) Mapo-gu, Seul: Mesmo procedimento que o ponto 7;
13. 25 de junho de 2004 (vítima com 28 anos) Mapo-gu, Seul: Mesmo procedimento que o ponto 7;
14. 2 de julho de 2004 (vítima com 26 anos) Mapo-gu, Seul: Mesmo procedimento que o ponto 7;
15. 9 de julho de 2004 (vítima com 24 anos), Mapo-gu, Seul: Mesmo procedimento que o ponto 7;
16. 13 de julho de 2004 (vítima com 27 anos) Mapo-gu, Seul: Mesmo procedimento que o ponto 7;
17. Às 5 da manhã de 15 de julho de 2004, Yoo foi capturado pela polícia perto de Grand-mart em Mapo-gu, Seul.

## Filme
- The Chaser (2008), um filme baseado na vida de Yoo.